# Marinkovac
Koordinati:   43°09′50″N, 16°25′22″E
Marinkovac je otoček v skupini Peklenskih otokov v Dalmaciji.
Otoček leži okoli 1,8 km zahodno od mesta Hvara in ima površino 0,681 km². Najvišji vrh doseže višino 47 mnm, dolžina obale, ki je zelo razčlenjena  meri 6,34 km. Na otočku je ob zahodni obali v zalivčkih s prodnato plažo več sidrišč za manjša plovila. Globina morja je od 5 do 12 m. Za goste treh restavracij je na razpolago nekaj boj za privez in manjši pomolčki pred restavracijami, kjer pa morje ni tako globoko kot pri bojah.